# Успение Богородично (Руля)
Вижте пояснителната страница за други значения на Успение Богородично.
„Успение Богородично“ (на гръцки: Kοίμησης της Θεοτόκου) е православна църква в леринското село Руля (Котас), Егейска Македония, Гърция. Храмът е част от Костурската епархия.

## Местоположение
Църквата е гробищен храм, разположен в южния край на селото.

## История
По формата на плана, прозорците от източната страна, стила, техниката и надписите на стенописите църквата се датира в края на XIX век. Според местната традиция църквата е построена в 1860 или в 1865 година заедно с отварянето на българско училище. Последователно в селото служат свещениците поп Карафил Бурджунов, поп Христо Бурджунов, поп Трайко Петков и поп Павле Настов (1912 г.).

## Описание
В архитектурно отношение е трикорабна базилика с дървен покрив и неравни централни линии. В ъглите на зидарията на храма са оформени лампади с правоъгълни ъгли. От южната и западната страна на храма е оформен трем. От западната страна е притворът и достъпът до женската църква.
Църквата има ценна възрожденска украса.